# Ben Cabango
Benjamin Cabango (ur. 30 maja 2000 w Cardiff) – walijski piłkarz występujący na pozycji obrońcy w walijskim klubie Swansea City oraz w reprezentacji Walii. Wychowanek Newport County, w trakcie swojej kariery grał także w The New Saints.